# Naetrocymbe saxicola
Naetrocymbe saxicola är en svampart som först beskrevs av A. Massal., och fick sitt nu gällande namn av R. C. Harris. Naetrocymbe saxicola ingår i släktet Naetrocymbe och familjen Naetrocymbaceae.  Arten är reproducerande i Sverige. Inga underarter finns listade i Catalogue of Life.